# Польское вексиллологическое общество
Польское вексиллологическое общество (пол. Polskie Towarzystwo Weksylologiczne) — научное общество польских вексиллологов. Общество было создано в 1992 году в Варшаве, официально зарегистрировано было двумя годами позже. Первым председателем Общества был Анджей Бебловский (пол. Andrzej Bebłowski).
Согласно Уставу, Общество декларирует своей целью «развитие, углубление и распространение исследований в области вексиллологии как исторической и социальной науки, а также в области всех других наук, связанных с вексиллологией».
Одной из важнейших задач Общества является консультирование органов местного самоуправления по вопросам создания и утверждения флагов административно-территориальных единиц.
С 1995 года Общество является членом Международной федерации вексиллологических ассоциаций, активно сотрудничает с Польской академией наук, университетами, архивами и музеями в Польше и за рубежом.
Общество имеет свой символ — флаг, использующий цвета польского национального флага и представляющий собой стилизованное изображение повёрнутой на 90° влево буквы «W» (по начальной букве термина «weksylologia» в польском написании).
Общество имеет собственное периодическое издание — Biuletyn PTW — «FLAGA» (Бюллетень Польского вексиллологического общества), выпускаемое в печать с января 1999 года.
Председателем Общества является Krzysztof Jasieński.
Актуальная информация о деятельности Общества, научных исследованиях и проектах, реализуемых Обществом, публикуется на сайте www.weksylologia.pl.